# Varbergs rådhus

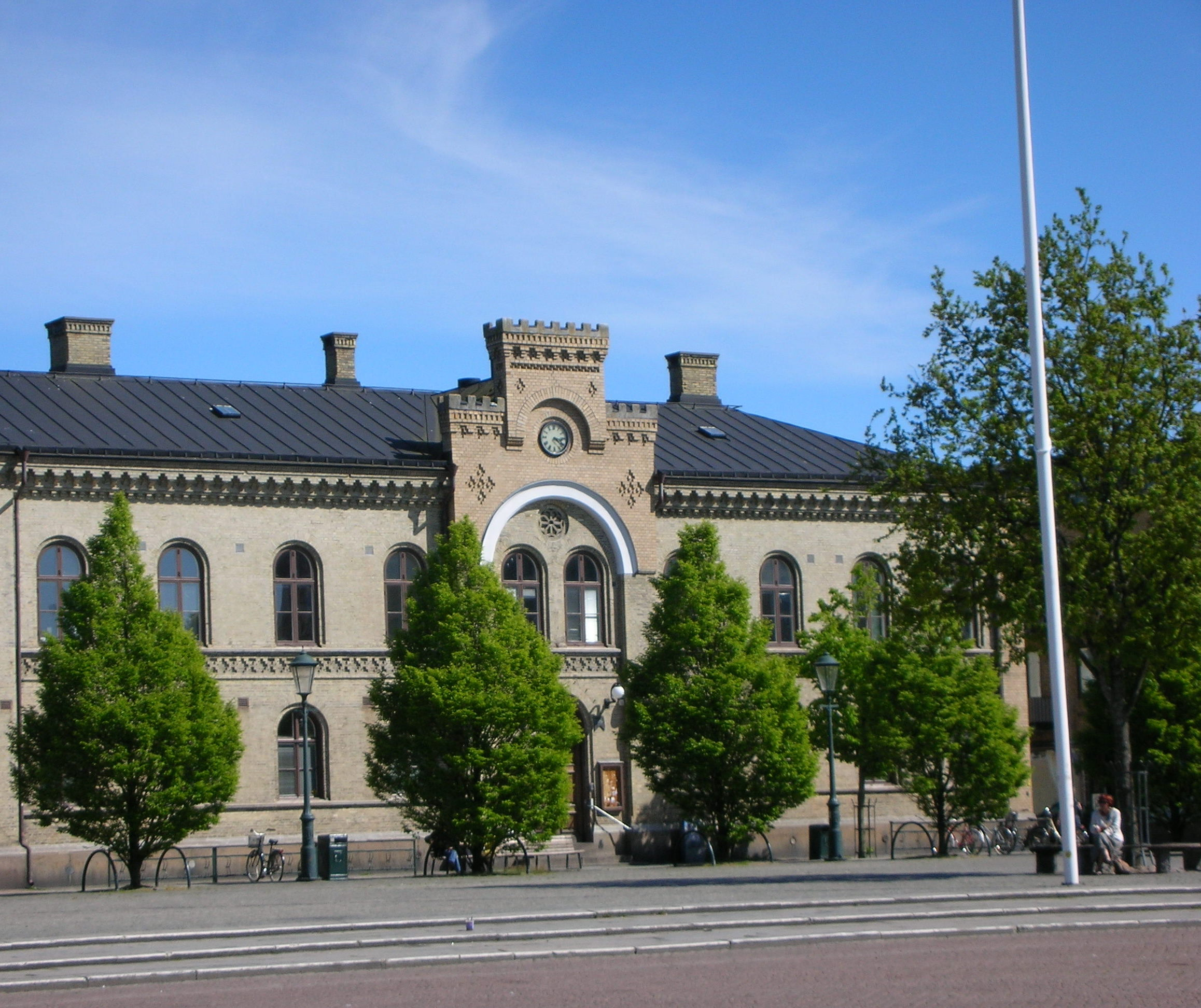
Varbergs rådhus. Foto 2009.

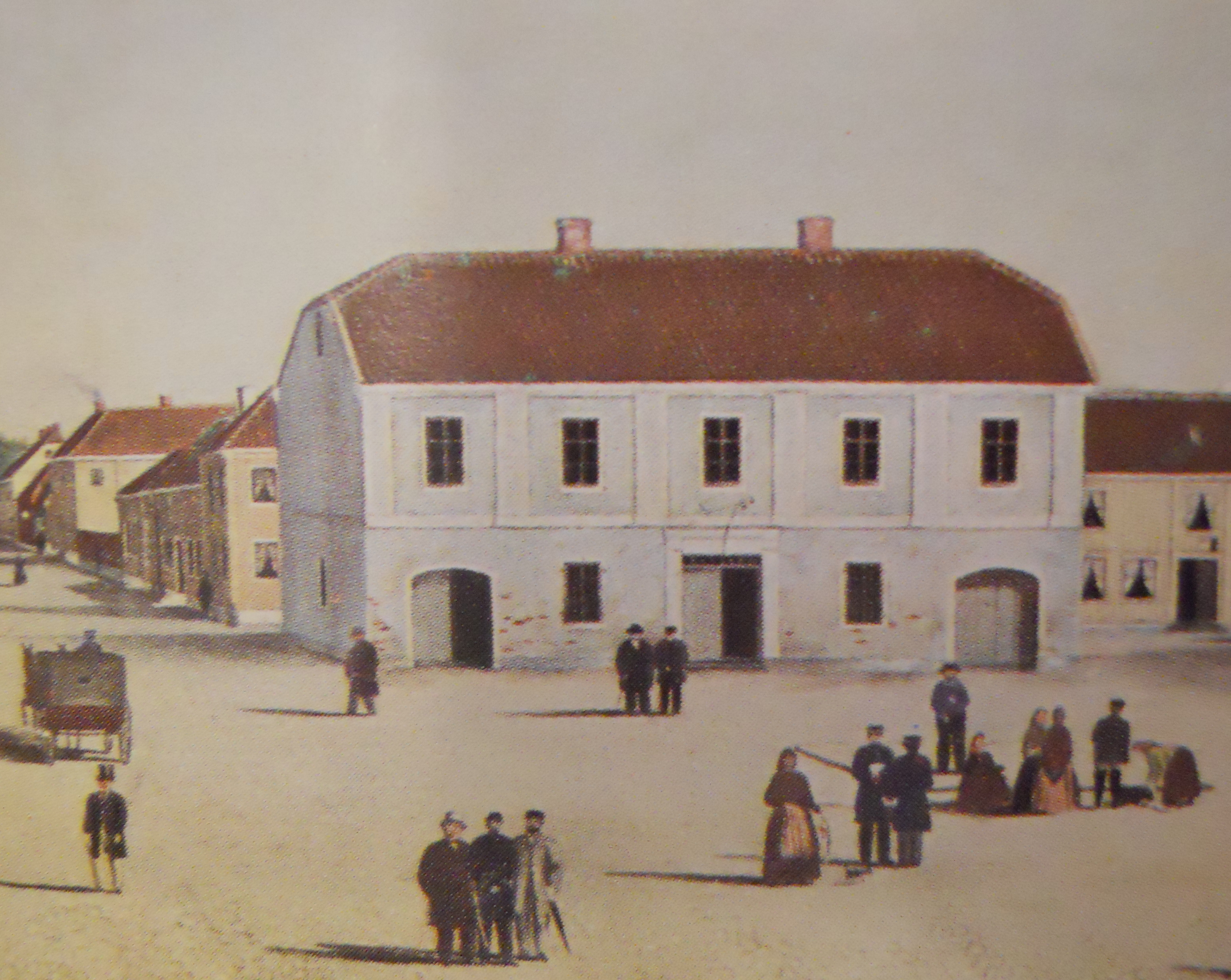
Det gamla rådhuset, som brann ner 1863. Detalj av oljemålning av Birger Sjöberg, 1859.

Varbergs rådhus är en byggnad i kvarteret Rådhuset vid torget i Varberg. 
Byggnaden förvaltas av det kommunala fastighetsbolaget Varbergs Fastighets AB. 
Bottenvåningen är i entréplan till större del en restaurang med ingång från torget, övriga två våningar är kontor. Rådhussalen är en tidsenligt inredd gemensamhetslokal på plan 2 som kan hyras till föreläsning, mässa eller fest.

## Historik
Rådhuset uppfördes efter ritningar av Frans Jacob Heilborn, Varbergs förste stadsarkitekt, efter den sista stadsbranden i Varberg den 5 november 1863. Det stod klart 1865 och är uppfört i gult förbläbdertegel i en för tiden typisk medeltidsinspirerad stil. Fönstren har rundbågar som efterliknar den romanska stilen och kring porten finns en risalit krönt av en krenelering. Rådhuset är torgets tredje äldsta byggnad, efter kyrkan och Lundquistska huset, båda från 1700-talet.
Framför rådhusets entré placerades 1937 skulpturen Badande ungdom av Bror Marklund.
År 1902 invigdes Varbergs stadshotell mittemot rådhuset, och inrymde på den tiden även lokaler för stadsfullmäktige. Sedan 1960-talet används det gamla pojkläroverket vid korsningen Engelbrektsgatan/Östra Långgatan som stadshus.
VFAB helrenoverade fastigheten 2017. Rådhuset fick då bland annat inredd vind, ett nytt gårdshus, restauranganpassning i entréplan samt hiss. 
En miljöinventering gjordes 2015 och åtgärder vidtogs i samband med helrenoveringen.

## Det gamla rådhuset
Det gamla rådhuset uppfördes på 1780-talet efter ritningar av Friedrich August Rex, en byggmästare invandrad från Tyskland, som även ritat kyrkan och Lundquistska huset. Det färdiga rådhuset avvek dock något från ritningarna, visar en jämförelse mellan de bevarade ritningarna och ett fotografi taget av Birger Sjöberg, möjligen som underlag för en oljemålning från 1859 (se bild).
Detta rådhus förstördes vid Varbergs sista stadsbrand den 5 november 1863, då halva staden blev lågornas rov.